# Lampedusa e Linosa
Lampedusa e Linosa es una comuna italiana de la provincia de Agrigento, en el extremo septentrional de África.

## Evolución demográfica
| Gráfica de evolución demográfica de Lampedusa e Linosa entre 1861 y 2001 |
|                                                                          |
| Fuente ISTAT - elaboración gráfica de Wikipedia                          |